# Lappträsket
Het Lappträsket, Fins: Lapinjärvi, is een meer in Zweden. Het meer meet ongeveer twee bij een kilometer en er liggen een aantal dorpen rondom het meer met de naam Lappträsk. Het meer ligt in de gemeente Haparanda 25 km ten noorden van de Botnische Golf en 25 km ten westen van de Torne älv.